# Klaus Bruckmann
Klaus Bruckmann (* 9. Oktober 1953 in Oberhausen-Holten) ist ein ehemaliger deutscher Fußballspieler, der von 1972 bis 1983 für den MSV Duisburg und Bayer 04 Leverkusen 193 Spiele mit neun Toren in der Bundesliga absolvierte.

## Laufbahn
In der Saison 1971/72 wurde der A-Jugendspieler des MSV Duisburg vom DFB dreimal in der deutschen Jugendnationalmannschaft eingesetzt. Mit seinen Mannschaftskameraden vom MSV – Lothar Schneider, Werner Schneider, Ronald Worm – gewann Bruckmann unter Leitung von Trainer Willibert Kremer in der Endrunde am 1./2. Juli 1972 in Stuttgart durch einen 2:0-Erfolg über den VfB Stuttgart die deutsche Jugendmeisterschaft. Er bekam zur Runde 1972/73 einen Lizenzspielervertrag und debütierte am 16. September 1972, dem ersten Spieltag der Saison 1972/73, in der Bundesliga für den MSV Duisburg. Von 1972 bis 1977 erlebte der Nachwuchsspieler die Trainer Rudi Faßnacht, Willibert Kremer, Rolf Schafstall und Otto Knefler in seinen Anfangsjahren als Fußballprofi. Herausragend war in der Serie 1974/75 unter Trainer Kremer der Einzug in das DFB-Pokalfinale. Bruckmann war dabei beim 3:2-Erfolg am 8. Februar 1975 in München gegen den FC Bayern mit Franz Beckenbauer und Gerd Müller dabei, wie auch gegen den FC Altona 93, Werder Bremen und im Halbfinale gegen Borussia Dortmund. Das Finale am 21. Juni 1975 in Hannover wurde dann aber mit 0:1 Toren gegen Eintracht Frankfurt verloren. Sein letztes Bundesligaspiel für Duisburg absolvierte er am 21. Mai 1977 bei der 1:2-Auswärtsniederlage beim Karlsruher SC, als er mit Gerhard Heinze, Michael Bella, Kees Bregman und Bernard Dietz die MSV-Abwehr bildete.
1977 wechselte er zu Bayer 04 Leverkusen in die 2. Fußball-Bundesliga. Er traf dort auf seinen ehemaligen MSV-Jugendtrainer Willibert Kremer als Cheftrainer. Er stieg mit der Werkself 1979 in die Bundesliga auf und hatte daran als Stammspieler der alle 38 Ligaspiele absolvierte – wie auch Fred-Werner Bockholt und Jürgen Gelsdorf – und mit 13 erzielten Toren maßgeblichen Anteil. In seiner sechsten Saison in Leverkusen, 1982/83, kam er unter dem neuen Trainer Dettmar Cramer nochmals auf 23 Bundesligaeinsätze und beendete im Sommer 1983 seine Profikarriere. Zur Runde 1983/84 wechselte er in das Amateurteam von Bayer und spielte zukünftig in der Amateuroberliga Nordrhein.
Von Juli 1994 bis 3. Oktober 1994 war Bruckmann Trainer des West/Südwest-Regionalligisten SCB Preußen Köln.

## Statistik
| Liga          | Spiele (Tore) |
| ------------- | ------------- |
| Bundesliga    | 193 0(9)      |
| 2. Bundesliga | 075 (19)      |

## Erfolge
- DFB-Pokalfinale 1975 mit dem MSV Duisburg
- 2. Fußball-Bundesliga 1978/79, Meisterschaft und Aufstieg mit Bayer 04 Leverkusen